# لوران كاراسكو
لوران كاراسكو (بالفرنسية: Laurent Carrasco)‏ هو لاعب دوري الرغبي فرنسي، ولد في 6 سبتمبر 1976.